# B²FH
B²FH so začetnice Burbidgea, Margaret Burbidge, Williama Fowlerja in Hoylea, ter se nanašajo na članek iz astrofizike z naslovom Nastanek elementov v zvezdah (Synthesis of the Elements in Stars), objavljen leta 1957.. Članek je tako znan, da se nanj sklicujejo kar s kratico B²FH, in predstavlja začetek teorije nastanka jeder v zvezdah.
V času objave B²FH je Gamow zagovarjal teorijo Vesolja, po kateri so dejansko vsi elementi ali atomska jedra nastala med prapokom. Posledica Gamowe teorije nastanka jeder je, da je preobilica jeder v Vesolju v veliki meri statična. Bethe in Critchfield sta leta 1938 skupaj izpeljala pp-verigo. Von Weizsäcker in Bethe sta neodvisno izpeljala cikel CNO leta 1938 in 1939. Pretvorba vodika v helij pri jedrskem zlivanju lahko prispeva k nastanku energije v zvezdah. Gamow in drugi so tako v letu 1957 vedeli, da preobilica vodika in helija ni popolnoma statična. Teorije zvezdnega jedrskega zlivanja v tistem času niso reševale problema nastanka elementov, težjih od helija, tako da je Gamow predlagal, da so vsi elementi nastali v prapoku. B²FH pa je nakazoval, da so vsa atomska jedra, težja od litija (pa vse do urana), morala nastati v zvezdah in ne med prapokom. Obe teoriji se strinjata, da nekatera lahka jedra, ned vodikom in litijem, niso nastala v zvezdah, kar je vodilo do sedaj veljavne teorije nastanka jeder v prapoku.

## Pisanje članka
Margaret in Geoffrey Burbidge sta napisala prvi osnutek članka in vanj namerno vključila obsežna opazovanja in eksperimentalne podatke v zagovor teoriji. Tako Hoyle in Fowler sta trdo delala na prvem osnutku. Burbudge je dejal da si napačno predstavljajo da je bil Fowler vodja skupine. Leta 2008 je zapisal: »V skupini ni bilo nobenega vodje. Vsi smo veliko prispevali.«